# Accertamenti diffusione stampa
Accertamenti Diffusione Stampa S.r.l. (acronimo ADS) è una società di certificazione con sede a Milano. Si occupa di certificare i dati di tiratura e diffusione forniti dagli editori di quotidiani e periodici pubblicati in Italia. Dal 2013 ADS certifica anche la vendita delle edizioni digitalizzate dei giornali italiani.

## Storia

### Prima di ADS
Nel 1961, su iniziativa di Arnoldo Mondadori, i maggiori editori italiani di periodici strinsero un accordo con la Fieg: nacque l'Istituto Accertamento Diffusione (IAD) con il compito di elaborare dati certi di tiratura e diffusione della stampa periodica italiana. L'attività dello IAD fu esposta a critiche, riguardanti soprattutto il margine di discrezionalità concesso agli
editori nella segnalazione delle tirature.
Nel 1972 l'organismo si sciolse.

### Dalla fondazione ad oggi
L'ADS è stata fondata nel 1975 dalle seguenti associazioni:
- Utenti Pubblicità Associati (UPA)
- Federazione italiana editori giornali (FIEG)
- «Federazione professionale della pubblicità» (FEDERPRO)
- «Federazione italiana pubblicità» (FIP)

Al gennaio 2008 costituiscono ADS le seguenti associazioni: 
- «Utenti pubblicità associati»
- Associazione delle imprese di comunicazione (Assocom)
- «Unione nazionale delle imprese di comunicazione» (UNICOM)
- «Federazione italiana editori giornali»
- «Federazione concessionarie di pubblicità» (FCP)

Le prime tre rappresentano la parte "utenti-agenzie", le altre due la parte "editori-concessionarie". Le due componenti nominano pariteticamente i membri che siedono nel Consiglio d'amministrazione della società.
Nel 2012 è stata creata la «Società accertamenti diffusione stampa S.r.l.», il cui consiglio d'amministrazione, presieduto da Fabrizio Carotti, è costituito dai seguenti membri:
- UPA: Andrea Imperiali, Giovanna Maggioni, VIttorio Meloni, Raffaele Pastore
- ASSAP: Isabelle Frances Harvie-Watt, Fidelio Perchinelli
- UNICOM: Donatella Consolandi
- FIEG: Azzurra Caltagirone, Fabrizio Carotti, Stefano De Alessandri, Francesco Dini, Giuseppe Ferrauto, Carlo Perrone, Luca Traverso
- FCP: Massimo Martellini

Nel 2015 è stato rinnovato il consiglio di amministrazione. Azzurra Caltagirone è stata eletta nuovo presidente di ADS. Il nuovo cda, in carica per il triennio 2015-2017, è composto da:
- Membri FIEG: Francesco Dini, Giuseppe Ferrauto, Carlo Mandelli, Carlo Perrone, Luca Traverso, Donatella Treu;
- Membri UPA: Andrea Imperiali, Giovanna Maggioni, Vittorio Meloni, Raffaele Pastore;
- Membri ASSAP: Stefano Del Frate, Vita Piccinini;
- Membro FCP: Massimo Martellini;
- Membro UNICOM: Gianluca Bovol.

Nel biennio 2016-2018 ha ricoperto la carica di presidente Carlo Mandelli. Gli è subentrato, nel biennio successivo (2018-2020), Paolo Nusiner.

## Rilevamento e certificazione
ADS certifica i dati forniti dagli editori, in termini di:
- tiratura = numero delle copie stampate in Italia ed all'estero, esclusi gli scarti di macchina;
- totale vendita = totale pagata (nei canali previsti dalla legge) e quota abbonamenti;
- diffusione = somma di totale vendita, abbonamenti pagati, vendite in blocco, abbonamenti da quota associativa, abbonamenti gratuiti, omaggi, coupon gratuiti e diffusione all'estero.
- resa = numero di copie stampate e ritornate indietro invendute;
- totale pagata = somma di totale vendita e abbonamenti pagati.

Un esempio dei varii termini è riscontrabile sulla vendita dei quotidiani a partire dall'aprile 2012.
Scopo dei rilevamenti è “fornire informazioni oggettive ed imparziali al mercato” che consentano agli investitori di indirizzare e ottimizzare la loro comunicazione pubblicitaria.
I rilevamenti sono di due tipi: esterni (presso distributori, rivenditori e abbonati); interni (presso ciascun editore o presso il suo distributore unico nazionale). Entrambe le verifiche sono svolte da società di revisione, con una differenza: l'ADS sceglie una società che si occupi dei rilevamenti esterni, mentre ciascun editore ha la facoltà di scegliere una società di fiducia per i rilevamenti interni.
I rapporti dei revisori vengono esaminati da un'apposita Commissione; una volta approvati, il Consiglio direttivo Ads rilascia a ciascun editore la certificazione richiesta. Successivamente
i dati vengono pubblicati sul bollettino «Ads notizie».

## Pubblicazione dei dati
I dati vengono resi noti mensilmente. Dal 1998 Ads pubblica ogni mese anche i dati – comunicati dall'editore – sulla media mobile mensile degli ultimi dodici mesi (ad esempio ad ottobre 1998 la media del periodo novembre 1997 - ottobre 1998 (due semestri), a novembre 1998 la media di dicembre 1997 - novembre 1998, eccetera).
Dall'aprile 2012 il nuovo sistema di rilevazione, per settimanali e quotidiani, considera l'intero singolo mese invece che il periodo di 12 mesi a cui appartiene. Per i mensili gli studi vengono pubblicati ogni due mesi.
Dal mese di gennaio 2013 la diffusione certificata dall'ADS comprende anche la vendita delle copie digitali. Nel luglio 2016 ADS ha deciso di sospendere per alcuni mesi la rilevazione della vendita delle copie digitali multiple dei quotidiani. All'inizio del 2017 ADS ha emanato nuove norme per l'accertamento della vendita delle edizioni digitali dei quotidiani, che sono entrate in vigore con i rilevamenti di maggio, pubblicati nel luglio 2017.